# EMusic
eMusic é uma loja de música on-line que opera por meio de subcrição. Possui sua sede em Nova Iorque, nos Estados Unidos da América e é de propriedade da Dimensional Associates, LLC.